# Henrietta Leaver
Henrietta Leaver (McKeesport, 28 marzo 1916 – 18 settembre 1993) è stata una modella statunitense, eletta Miss Pittsburgh e Miss America 1935 il 7 settembre 1935 ad Atlantic City.

## Biografia
Al momento dell'elezione la Leaver aveva abbandonato gli studi, ed era in cerca di lavoro, possibilmente nel mondo dello spettacolo, per aiutare la propria famiglia.
Due mesi dopo l'elezione, la Leaver ingaggiò una battaglia legale contro lo scultore di Pittsburgh Frank Vittor, che aveva realizzato una statua in argilla in cui la modella era nuda, nonostante lei avesse posato in costume da bagno. La Leaver rinunciò alla sua pretesa che la statua venisse "coperta" soltanto dopo che una commissione di sette artisti e una classe di studenti d'arte espressero la propria opinione relativa alla statua, definendola affatto volgare.
Poco tempo dopo l'elezione a Miss America, la modella sposò il suo fidanzato storico Johnny Mustacchio, benché circolarono a lungo voci che la volevano sposata già diversi mesi prima dell'elezione. In ogni caso, la Leaver divorziò da Mustacchio nel 1944, e nel 1948 si unì in seconde nozze con John Thomason. Dopo la morte di due mariti, si risposò per la quarta volta nel 1983 con Ed Mider.
Henrietta Leaver morì di cancro nel 1993, lasciando due figlie e cinque nipoti.